# Слобозија Ноуа (Бакау)
Слобозија Ноуа (рум. Slobozia Nouă) насеље је у Румунији у округу Бакау у општини Станишешти. Oпштина се налази на надморској висини од 329 m.

## Становништво
Према подацима из 2002. године у насељу је живело 747 становника, од којих су сви румунске националности.